# Steve Pemberton
Steven James Pemberton, detto Steve (Blackburn, 1º settembre 1967), è un attore e sceneggiatore britannico, noto principalmente come membro della League of Gentlemen insieme ai colleghi comici Reece Shearsmith e Mark Gatiss ed al co-sceneggiatore Jeremy Dyson.

## Biografia
Nato nel 1967 a Blackburn, ebbe un'infanzia difficile: sua madre alcolizzata morì quando aveva 2 anni e tre anni dopo decedette anche suo padre, boxer tossicodipendente, assassinato.
Crebbe a Chorley, nel Lancashire, dove ha frequentato la scuola superiore St. Michael's CE High School ed ha scoperto le prime abilità nella recitazione. In seguito ha ottenuto un bachelor's degree in Arte Teatrale al Bretton Hall College. Attualmente vive a Londra con la moglie Alison e i loro tre figli.

## Carriera
I lavori giovanili di Pemberton si sono incentrati soprattutto sul teatro di nicchia, in quanto l'attore è stato uno dei membri fondatori del Teatro 606 insieme a Gordon Anderson, Tom Hadley ed al produttore Shane Walter. Egli ha prodotto, interpretato e diretto diversi spettacoli della compagnia. Oltre ai lavori teatrali, ha scritto per la rivista Variety ed è stato assistente redattore della International Film Guide dal 1991 al 1998.
Conosciuto principalmente per la partecipazione al format comico The League of Gentlemen, l'attore ha conosciuto tutti i suoi attuali colleghi alla scuola d'arte drammatica Bretton Hall. La League of Gentlemen ha avuto inizio come compagnia teatrale nel 1995, per poi trasferirsi su BBC Radio 4 nel 1997 con On the Town with the League of Gentlemen. Nel 1999 il gruppo ha fatto il passo successivo, approdando in televisione su BBC Two. La squadra ha vinto il British Academy Television Award, un Royal Television Society Award e la prestigiosa Rosa d'Oro al Festival di Montreux.
Altri crediti televisivi di Pemberton includono Whitechapel (2009), Doctor Who (2008), Benidorm (2007–attuale), Under the Greenwood Tree (2005), Hotel Babylon (2005), The Last Detective (2005), Randall & Hopkirk e Blackpool. Ha fatto delle apparizioni anche in Shameless nel ruolo del marito di Sheila, la ragazza di Frank, e in Poirot sul Nilo, episodio della serie televisiva Poirot nel ruolo del dottor Bessner. Nel 2005, inoltre, ha interpretato Hymes nel film Lassie (2005).
Il 2007 l'ha visto apparire nel film Mr. Bean's Holiday, nel ruolo del parroco nella prima scena.
Nel giugno dello stesso anno, l'attore ha sostituito Bob Martin nel ruolo dell'"uomo sulla sedia" nel musical The Drowsy Chaperone, messo in onda nel West End londinese. Ha interpretato il ruolo fino alla chiusura della produzione, il 4 agosto 2007.
Nel 2008 Pemberton ha doppiato Mattis nell'edizione inglese in DVD del film animato norvegese Free Jimmy. Il suo personaggio è un biker membro della gang "Lappish Mafia", dall'aspetto tracagnotto e dai gusti bizzarri. Anche in questa opera è stato affiancato dai colleghi della League of Gentlemen Reece Shearsmith e Mark Gatiss. I dialoghi sono stati scritti da Simon Pegg ed altri attori quali Woody Harrelson, che hanno tutti partecipato al doppiaggio.
Psychoville, andato in onda nel 2009, ha segnato il ritorno di Pemberton su BBC Two. L'attore ha scritto la sceneggiatura del serial a quattro mani insieme al collega di The League of Gentlemen Reece Shearsmith, la serie infatti ha un format simile alla precedente. Sia Pemberton che Shearsmith interpretano anche vari personaggi.
L'attore ha interpretato Rufus Drumknott, aiutante personale di Lord Havelock Vetinari (un patrizio della città di Ankh-Mopork), insieme al cast della stagione 2010 di Terry Pratchett's Going Postal.
Nel 2011, l'attore è apparso nella produzione Donmar 25th Annual Putnam County Spelling Bee, nel ruolo del vicepreside Douglas Panch.

## Filmografia

### Cinema
- Birthday Girl, regia di Jez Butterworth (2001)
- Tu chiamami Peter (The Life and Death of Peter Sellers), regia di Stephen Hopkins (2004)
- Chronicles of War, regia di Peter Richardson (2004)
- Guida galattica per autostoppisti (The Hitchhiker's Guide to the Galaxy), regia di Garth Jennings (2005)
- Match Point, regia di Woody Allen (2005)
- The League of Gentlemen's Apocalypse, regia di Steve Bendelack (2005)
- Lassie, regia di Charles Sturridge (2005)
- Slipp Jimmy fri, regia di Christopher Nielsen (2006)
- Mr. Bean's Holiday, regia di Steve Bendelack (2007)
- 2 Young 4 Me - Un fidanzato per mamma (I Could Never Be Your Woman), regia di Amy Heckerling (2007)
- Better Man, regia di Michael Gracey (2024)

### Televisione
- In the Red - serie TV, 2 episodi (1998)
- Lenny Goes to Town - serie TV, 1 episodio (1998)
- The League of Gentlemen - serie TV, 18 episodi (1999-2002)
- Gormenghast - miniserie TV, 1 puntata (2000)
- Randall & Hopkirk (Randall & Hopkirk (Deceased)) - serie TV, 1 episodio (2000)
- Spheriks - serie TV (2002)
- Shameless - serie TV, 2 episodi (2004)
- Poirot (Agatha Christie's Poirot) - serie TV, episodio 9x03 (2004)
- Blackpool - serie TV, 6 episodi (2004)
- The Last Detective - serie TV, 1 episodio (2005)
- Riot at the Rite, regia di Andy Wilson - film TV (2005)
- Under the Greenwood Tree, regia di Nicholas Laughland - film TV (2005)
- Hotel Babylon - serie TV, 1 episodio (2006)
- The Bad Mother's Handbook, regia di Robin Sheppard - film TV (2007)
- Kingdom - serie TV, 1 episodio (2007)
- The Old Curiosity Shop, regia di Brian Percival - film TV (2007)
- Benidorm - serie TV, 43 episodi (2007-2015)
- Doctor Who - serie TV, 2 episodi (2008)
- Tim and Eric Awesome Show, Great Job! - serie TV, 1 episodio (2008)
- Miss Marple (Agatha Christie's Marple) – serie TV, episodio 4x02 (2008)
- Minder - serie TV, 1 episodio (2009)
- Psychoville - serie TV, 14 episodi (2009-2011)
- Whitechapel - serie TV, 18 episodi (2009-2013)
- Terry Pratchett's Going Postal - miniserie TV (2010)
- The First Men in the Moon, regia di Damon Thomas - film TV (2010)
- Mr. Stink, regia di Declan Lowney - film TV (2012)
- Heading Out - serie TV, 1 episodio (2013)
- Psychobitches - serie TV, 1 episodio (2013)
- Happy Valley - serie TV, 6 episodi (2014)
- Toast of London - serie TV, 1 episodio (2014)
- Mapp & Lucia - miniserie TV, 3 puntate (2014)
- Inside No. 9 - serie TV, 11 episodi (2014-2024)
- Lewis - serie TV, 2 episodi (2015)
- Professor Branestawm Returns, regia di Sandy Johnson - film TV (2015)
- Tracey Ullman's Show - serie TV, 1 episodio (2016)
- L'ispettore Barnaby (Midsomer Murders) - serie TV, episodio 19x04 (2017)
- Good Omens - miniserie TV, 1 puntata (2019)
- Britannia - serie TV, episodi 2x01-2x02 (2019)
- Delitti in Paradiso (Death in Paradise) - serie TV, episodio 9x05 (2020)

### Videografia
- The League of Gentlemen: Live at Drury Lane, regia di Steve Bendelack (2001)
- The League of Gentlemen Are Behind You, regia di Steve Bendelack (2006)

## Doppiatori italiani
Nelle versioni in italiano delle opere in cui ha recitato, Steve Pemberton è stato doppiato da:
- Ambrogio Colombo in Whitechapel, Happy Valley, Missing You
- Gabriele Parrillo in Tu chiamami Peter
- Pietro Ubaldi in Guida galattica per autostoppisti
- Teo Bellia in 2 Young 4 Me - Un fidanzato per mamma
- Oliviero Dinelli in Shameless
- Gianni Giuliano in Britannia
- Gianni Bersanetti in Good Omens (ep. 1x03)
- Paolo Marchese in Good Omens (ep. 2x04)
- Alessio Cigliano in Better Man